# 袁華
袁 華（えん か、Yuán Huā、1974年4月16日 - ）は、中国の女子柔道家。現役時代は78kg超級の選手だった。

## 人物
世界ジュニアで優勝するも、シニアで本格的な活躍をするのは同じ年のライバルである孫福明がオリンピックで優勝してからであった。1999年の世界選手権では2位に終わるが、翌年のシドニーオリンピックでは優勝を果たす。さらに、2001年の世界選手権でも優勝した。その後は以前ほどの活躍は見られなかったが、2007年にはアジア選手権の無差別で久々の国際大会優勝を果たした。重量級にしては比較的小柄ながら、パワフルな背負投を得意技としていた。

## 主な戦績
(階級表記のない大会は全て72kg超級及び78kg超級での成績)
- 1992年 - 世界ジュニア　優勝
- 1996年 - アジア選手権 72kg超級　優勝　無差別　優勝
- 1996年 - 福岡国際　72kg超級　優勝　無差別　2位
- 1997年 - フランス国際　3位

1997年 - ドイツ国際　優勝
1997年 - 東アジア大会　無差別　優勝
- 1997年 - 福岡国際　78kg超級　優勝　無差別　3位
- 1998年 - ドイツ国際　優勝
- 1998年 - 世界軍人柔道選手権大会　78kg超級　優勝　無差別　優勝
- 1998年 - アジア大会　優勝
- 1999年1月 - 福岡国際　優勝
- 1999年 - ユニバーシアード　72kg超級　優勝　無差別　3位
- 1999年 - ミリタリーワールドゲームズ　3位
- 1999年 - 世界選手権　2位
- 1999年12月 - 福岡国際　3位
- 2000年 - フランス国際　優勝
- 2000年 - シドニーオリンピック　優勝
- 2001年 - 東アジア大会　優勝
- 2001年 - 世界選手権　優勝
- 2001年 - ユニバーシアード　優勝
- 2002年 - 青島国際　2位
- 2007年 - アジア選手権　78kg超級　3位　無差別　優勝
- 2007年 - 世界団体　優勝
- 2008年 - ポーランド国際　優勝